# ぶどう峠
ぶどう峠（ぶどうとうげ 武道峠）は、群馬県多野郡上野村・長野県南佐久郡北相木村間に存在する峠である。
現在は群馬県道・長野県道124号上野小海線の一部で本峠の最大標高地点は1,510m。道路状況は狭隘で険しく冬期は積雪により通行止となる。
上野村から長野県側に抜ける峠としては、他に国道299号・462号の一部となる十石峠があるが、1999年8月に発生した土砂崩れ災害により2004年まで通行止となった際には本峠が迂回ルートされた。しかし本峠も2007年11月上旬に県境から群馬県側数百メートルで路盤崩壊が発生し全面通行止となったが、2009年に解除された。

## 周辺
- ぶどう岳：標高1,622m。本峠の名称由来となった山である。県境付近から北側に登山道が整備され石碑と地蔵が設置される。本登山道はさらに北側の新三郎山（標高1,681m）までアクセスが可能。
- 日本航空123便墜落事故現場：ぶどう峠から群馬側へ県道124号の12.9km地点から、御巣鷹の尾根墜落現場へ通ずる13.4kmの山道が存在する。

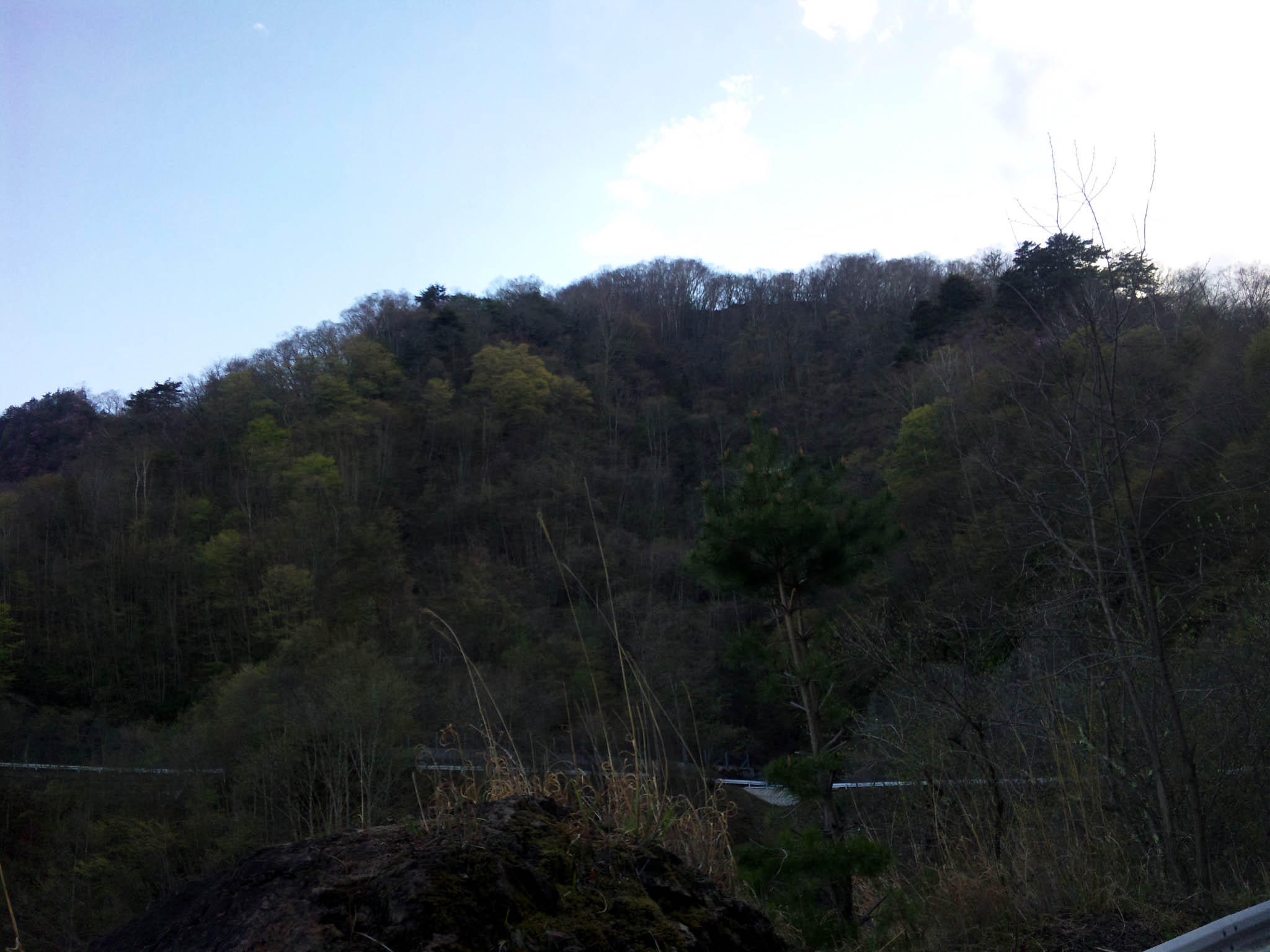
ぶどう岳
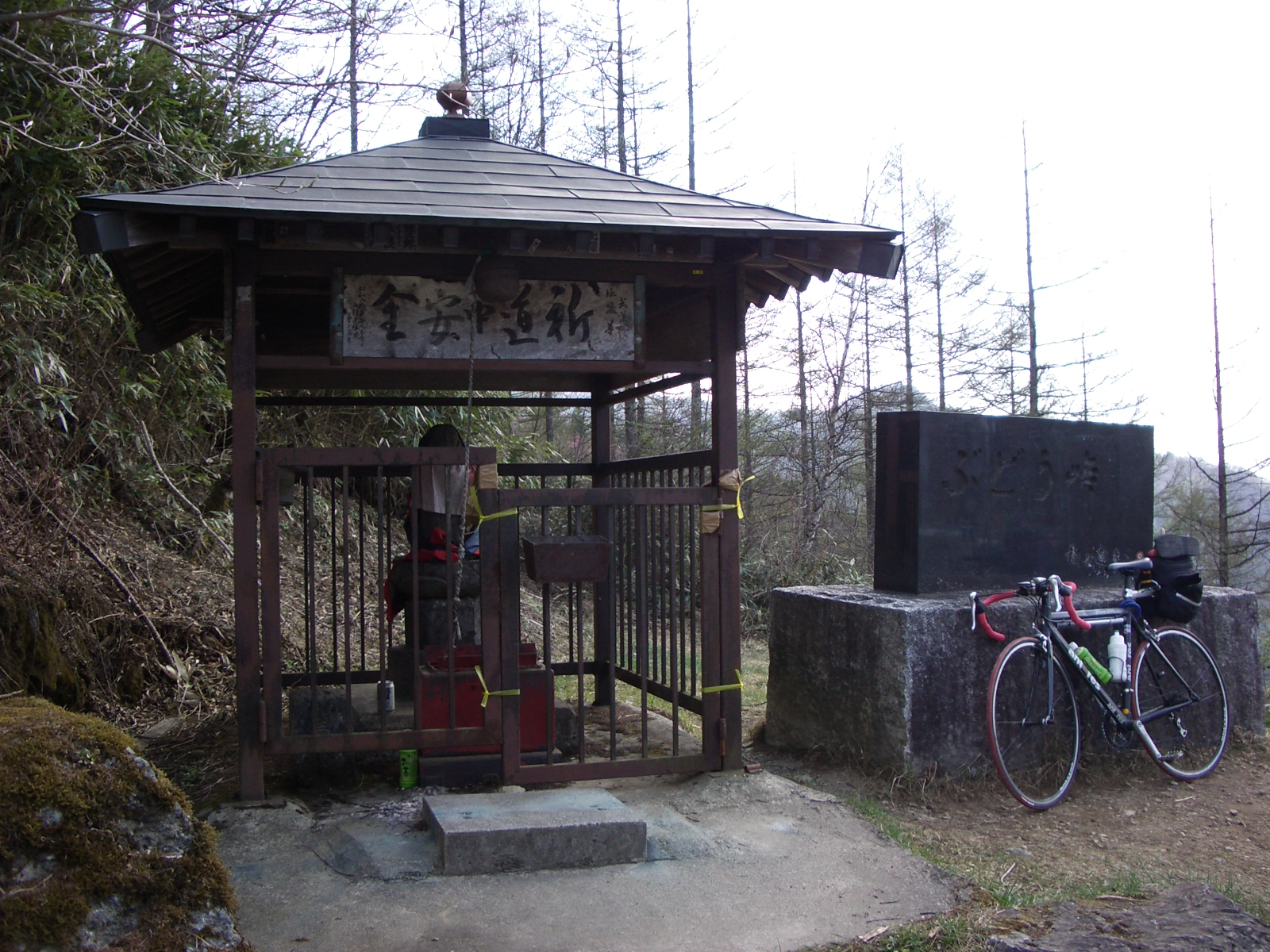
地蔵とぶどう峠石碑
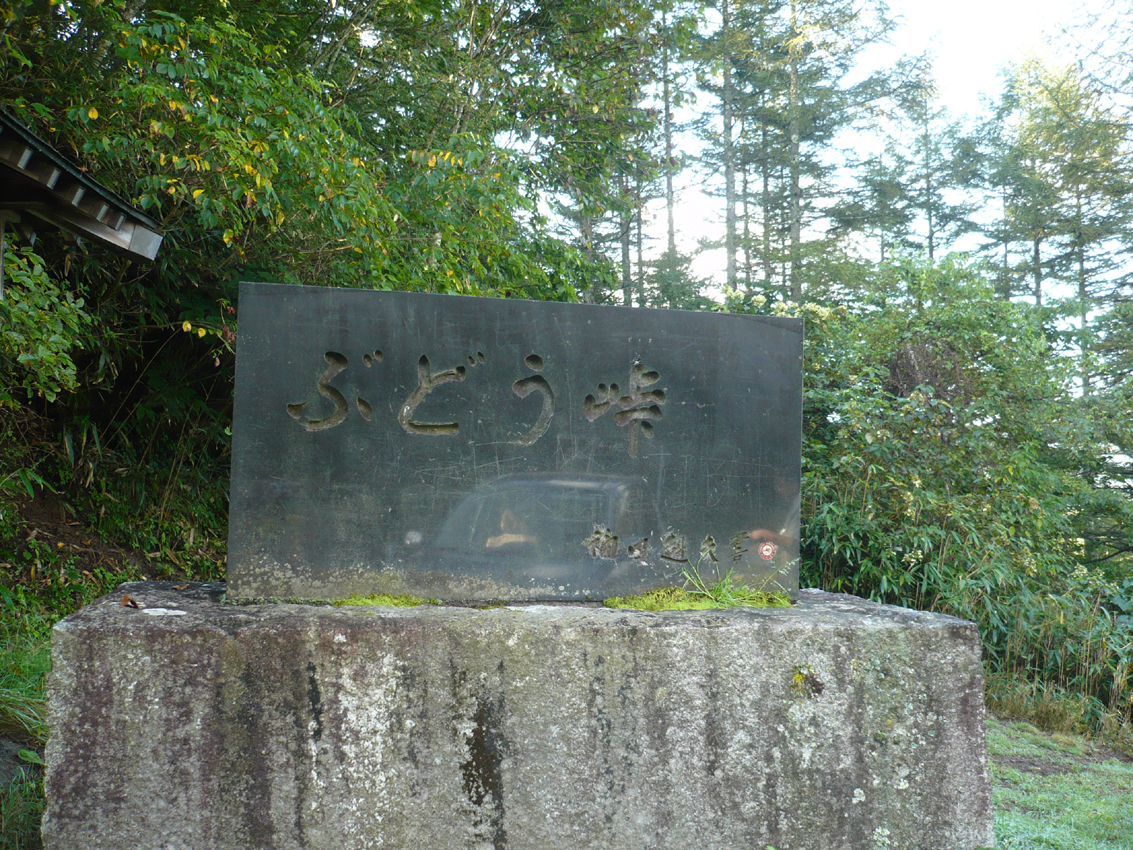
ぶどう峠石碑